# Sibylla Deen
Pour les articles homonymes, voir Deen.
Sibylla Deen (née le 12 novembre 1982) est une actrice australienne. Elle est surtout connue pour ses rôles de Lucia Vellek dans la série télévisée The Last Ship

## Biographie
Deen est né à Sydney, en Australie, de parents d'ascendances pakistanaise et anglaise.
Sibylla Deen possède un Bachelor of Arts de la Communication - Théâtre et Media de l'Université Charles Sturt à Bathurst (Australie), promotion 2004.
En 2017, elle obtient son premier grand rôle dans le long métrage Lies We Tell aux côtés de Gabriel Byrne et Harvey Keitel.

## Filmographie
- 2014–2016 Tyrant (Nusrat Al-Fayeed) ;
- 2015 Tut (Ankhesenamun) ;
- 2017 The Last Ship (Lucia) ;
- 2017 Lies we Tell (Amber) ;
- 2019 The I-Land (Blair).